# Соєва паста

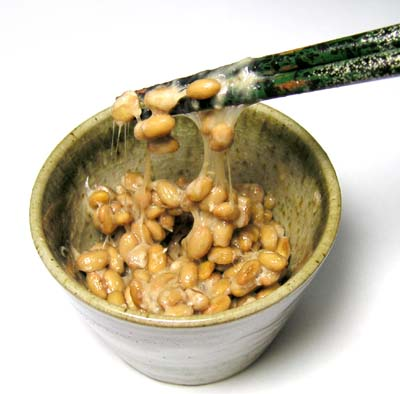
Японська паста натто

Со́єва па́ста — азійська ферментована страва, що готується з переброджених соєвих бобів. Крім сої, до складу можуть входити інші боби, наприклад, садові боби.

## Назва
У різних країнах Азії ферментована соєва паста має різні види та назви. Найпоширеніший з них в Кореї називається твенджан (кор. 된장, 醬), в Японії — місо́ (яп. 味噌, みそ) та натто (яп. 納豆 «боби, які зберігаються»).

## Склад
Паста містить глутамат натрію і має солоний смак і смак умами, проте деякі види пасти гострі. Соєвою пастою приправляють м'ясо, овочі, супи та інші страви. Колір варіюється від світло-коричневого до темного червоно-коричневого. Відмінності в кольорі відображають різні способи приготування, умови ферментації, можливе додавання борошна, рису або цукру, також впливає те, чи були боби попередньо оброблені.
Із соєвої пасти готується кілька типів соєвого соусу, наприклад, японського різновиду — «тамарі».
Білок при ферментації вивільняє багато глутаміну, який змішєються з сіллю і перетворюється на глутамат натрію.